# فريدريك لينجر
فريديريك بابي لينجر (12 أغسطس 1921-9 يناير 2005) عالمة رياضيات ومعلمة رياضيات بلجيكية وعضوة نشطة في حركة الرياضيات الحديثة في الستينيات والسبعينيات.

## النشأة والتعليم
ولدت فريديريك لينجر في 12 أغسطس 1921 في آرلون، بلجيكا، وهي واحدة من ثلاث بنات لأب يعمل محامي. بعد دراسة الكلاسيكيات في الليسيه في آرلون، درست للحصول على إجازة جامعية في الرياضيات من جامعة بروكسل الحرة من عام 1939 إلى عام 1943. أغلقت الجامعة رسميًا في عام 1941 لمنع الاستيلاء عليها من قبل الاحتلال الألماني، واستكملت دراستها تحت الأرض.
في عام 1968، أكملت الدكتوراه بتقديم أطروحة من جزأين، جزء عن تعليم الرياضيات والآخر عن مجموعات التحول الهندسي.

## المسار المهني
من عام 1947 إلى عام 1950، قامت فريدريك بتدريس الرياضيات في مدرسة ديكرولي، أثناء عملها كمساعدة لعالم الرياضيات بول ليبوا، الذي اقترح عليها إجراء بحث يتضمن الهندسة الإسقاطية والتجربة. أصبح هذا البحث مقدمة لعمل تلميذ آخرمن تلاميذ بول ليبوا وهو جاك تيتس. في عام 1950، انضمت فريدريك إلى كلية الرياضيات في مدرسة الليسيه رويال آرلون. وفي عام 1957، تم تعيينها مديرة المدرسة العادية الحكومية في آرلون.
أصبحت فريدريك لينجر أستاذة للرياضيات في مدرسة بيركانديل في بروكسل عام 1960. وفي عام 1961، بالإشتراك مع العديد من علماء الرياضيات الآخرين، أصبحت واحدة من مؤسسي المركز البلجيكي لتدريس الرياضيات. من عام 1974 إلى عام 1980 عملت في الولايات المتحدة، في البرنامج الشامل للرياضيات في المدارس في سانت لويس بولاية ميسوري.
عادت إلى العمل في بيركانديل في عام 1980. وتقاعدت في عام 1981 لكنها استمرت في العمل كمتطوعة في المدرسة الفرنسية في نيڤيل حتى عام 1992.

## إسهامات
بدأت لينجرعملها في تطوير منهج حديث للرياضيات للمدارس عام 1958، بالاشتراك مع ويلي سيرفايس ومع جورج بابي، الذي تزوجته عام 1960. بدأت فريدريك لينجر برنامجًا تدريبيًا تجريبيًا لمعلمي رياض الأطفال بناءً على المنهج الجديد في 1958-1959 مع مادلين ليبروبري، وشجعها الحماس الذي أظهره طلاب رياض الأطفال للمادة. وبالاشتراك مع جورج بابي، في منتصف الستينيات، طورت برنامجًا للرياضيات في المدرسة الثانوية مكونًا من ستة مجلدات استنادًا إلى مبادئ نظرية المجموعات والجبر التجريدي.
كانت متحدثة عامة مدعوة في المؤتمر الدولي الأول لتعليم الرياضيات، وتحدثت هناك عن طريقة «الكمبيوتر المصغر» لتعليم نظام العد الثنائي لأطفال المدارس. وأصبحت الرئيسة المؤسسة لمجموعة الأبحاث الدولية في علم أصول التدريس في الرياضيات في عام 1971. كما أنتجت العديد من الكتيبات التعليمية من خلال المركز البلجيكي لتربية الرياضيات والبرنامج الشامل للرياضيات المدرسية، وكتبت العديد من الكتب.

## الإرث
تم تسمية شارع فريدريك لينجر في آرلون تيمناً بها.